# 帆鰭鰕虎
帆鰭鰕虎（学名：Mahidolia mystacina），又名大口巨頜鰕虎魚，为鱸形目鰕虎科巨頜鰕虎魚屬下的一个种，于1837年由阿希爾·瓦朗謝訥描述及命名。该物种体长可达8公分。